# Federico Ramírez
Federico Ramírez es un intérprete y compositor hondureño, el más reconocido de la música tradicional de su país, actor de radio, teatro y televisión, guionista y miembro fundador de "Voces Universitarias".

## Vida
José Federico Coello Barahona, nombre con el cual fue bautizado Federico, nació en la ciudad de Tegucigalpa el 8 de junio de 1942, hijo de Miguel Coello Vallejo y de Camila Barahona Ramírez, apellido que tomaría para formar su nombre artístico; vivió su infancia en lo que hoy es el Barrio Morazán.

## Trayectoria
Miembro del Cuadro Nacional de Danza Folklórica desde 1963 ese mismo año integra el "Teatro Infantil" que dirigió la profesora Mercedes Agurcia Membreño,

Miembro fundador del "Teatro de los Diez", en 1965.

Perteneció a la Academia de Ballet que dirigió el brasileño Rivo da Silva, del cual hoy no existen noticias.
Grabó para el Programa Español "300 millones" en cuatro oportunidades,

Participó en el programa "Aquí Centro América" 
Director del Primer Cuadro de Danza Folclóricas de la Escuela Superior del Profesorado (hoy Universidad Pedagógica Francisco Morazán) 1969.

Fue miembro del Coro Polifónico.

Actor de los programas radiales "La Escuelita Alegre, El Correo de la Risa, La Prensa Dramatizada, Cuentos y Leyendas de Honduras y Director del Programa "Juzgue Usted" Ficción o Realidad, programa que ocupó el primer lugar en audiencia a nivel nacional durante dos años en HRN.

Actor del programa "Calentando la Banca" y "Frijol el Terrible" bajo la dirección de Carlos Salgado.

Primer Representante de Honduras en el primer "Festival de la Canción Latina en el Mundo", como después se llamó OTI.

## Producción artística
1.	Grabación de la canción “San Pedro Sula” en el estudio de Radio Centro, 1962. Fue la primera grabación en Acetato en Honduras y fue prensado en Costa Rica.

2.	Grabación de la canción folclórica “Sos un Ángel” en un sencillo de 45 revoluciones en el cual se encontraba al lado opuesto el Himno Nacional por la Sinfónica de España.-

3.	Con voces Universitarias de Honduras graba Discos de Larga Duración LP(Long Play) por sus siglas en inglés.
4. 	 Grabación de la canción "Corazon" de Rodolfo Bonilla.

I.	“Voces Universitarias” (Grabado en San Salvador y prensado en Costa Rica)

II.	“Esta Tierra Mía” (producido en México.)

III.	“Canten conmigo” donde encuentra la canción “Dime por que te Vas” (producido en México)

IV.	“Mi Corazón se va de Vacaciones” (producido en México)

V.	Los Discos 5 y 6 se produjeron en 
VII.	Standard Play de Navidad 4 canciones

4.	En Solitario graba cuantiosos tesoros de la Música Hondureña.

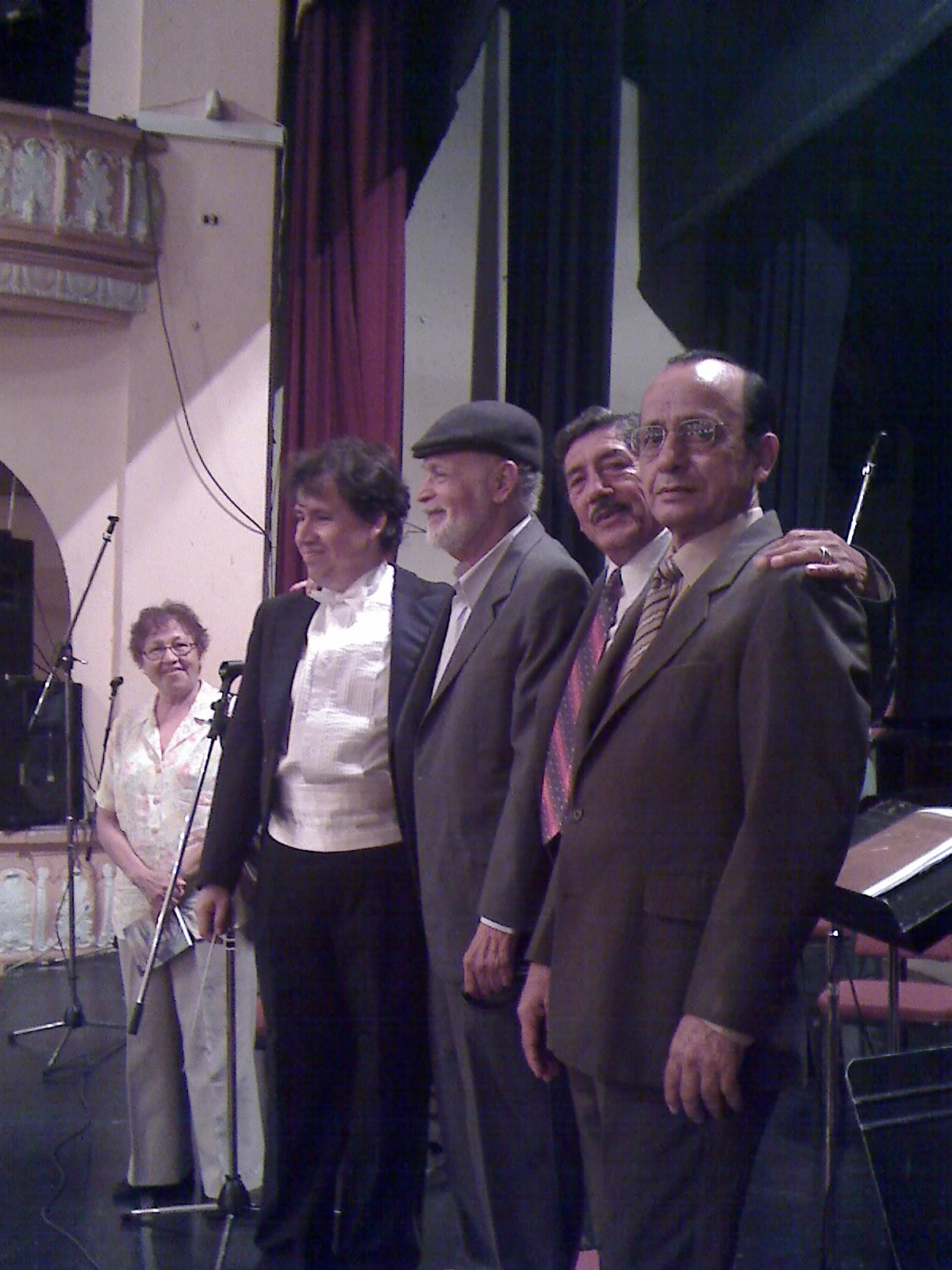
Director Jorge Mejía, Escritor Roberto Sosa, Músico Belisario Romero y Federico

I.	“HABLANDO CON DIOS”, (LP) grabado en México 1982.

II.	“Pesca de Sirenas” (CD)

III.	“Homenaje a Serafina de Milla” (LP)

IV.	“HABLANDO CON DIOS” (CD)

Recopilaciones

I.	“Estampas Musicales Hondureñas”

II.	“Alforja Musical Hondureña”

Trabajó en el programa de televisión nacional ENCICLOPEDIA... Saber para ganar, con la sección de Arte y Sonido ARTESON

Ha grabado más de 300 canciones hondureñas. Ahora, con 70 años, colabora con la Orquesta Filarmónica de Honduras cantando su repertorio de canciones. y se prepara para lanzar un disco en vivo.
Tiene a la venta 4 discos compactos que contienes 42 canciones.
"HABLANDO CON DIOS"

"UN HOMENAJE A DOÑA SERAFINA DE MILLA"

"ESTAMPAS MUSICALES HONDUREÑAS"

"PESCA DE SIRENAS"

## Reconocimientos
•	Diploma del Colegio de Periodistas por la canción de “Alfabetización” 1982.

•	Homenaje de la Asociación de Autores y Compositores de Honduras ASAYCOH por 35 años de carrera artística en 1998.

•	Dowald School por su labor artística.

•	Entrega de las llaves de la ciudad por La Alcaldía y el pueblo de la Ciudad de Márcala, La Paz. (enero de 2008)

•	Homenaje de la Asociación Sampedrana de Artistas.

•	Reconocimiento por su labor artística del Comité Pro-Feria de Cantarranas, Fco. Morazán.

•	Medalla de Honor al Mérito por la Embajada de Venezuela.

•	Comparte el Premio Nacional de Arte para Voces Universitarias del cual perteneció por 35 años.

•	1962 Premio “1” y diploma en El Primer Festival de la Canción Hondureña con la canción “POR ESO” de su autoría.

•	2.º Lugar con la canción “CONOZCA HONDURAS” y el 3.er Lugar con la canción “San Pedro Sula” en el 1.er Festival de la Canción coordinado por la gran artística y compositora “Lidia Handal”.

## Compositores interpretados
1. Lidia Handal,
2. Jorge Federico Traviezo,
3. Serafina de Milla,
4. Antonio Torres,
5. Rodolfo Bonilla,
6. Herman Allan Padgett,
7. Adan Funez Donaire,
8. Darío Ulloa,
9. Paco Medina,
10. Daniel Laínez,
11. León Paredes,
12. Fausto Maradiaga,
13. El gran poeta Juan Ramón Molina con el Poema "Pesca de Sirenas"
entre otros.